# Collegio elettorale di Rozzano (Senato della Repubblica)
Il collegio di Rozzano fu un collegio elettorale uninominale della Repubblica Italiana per l'elezione del Senato della Repubblica. Apparteneva alla Circoscrizione Lombardia e fu utilizzato per eleggere un senatore nella XII, XIII e XIV legislatura.
Venne istituito nel 1993 con la cosiddetta Legge Mattarella (Legge n. 276, Norme per l'elezione del Senato della Repubblica), attuata in seguito al referendum abrogativo del 1993. La legge istituì per la Camera dei deputati e per il Senato della Repubblica un sistema di elezione misto, in parte maggioritario e in parte proporzionale. Il 75% dei parlamentari dell'assemblea veniva eletto in collegi uninominali tramite sistema maggioritario a turno unico; il restante 25% al Senato veniva eletto tramite recupero proporzionale dei più votati non eletti attraverso un meccanismo di calcolo denominato "scorporo", cioè sottraendo dal conteggio dei voti totali di una lista nella parte proporzionale i voti ottenuti dai candidati collegati alla medesima lista che erano eletti nei collegi uninominali con il sistema maggioritario.
Il collegio venne abolito insieme a tutti gli altri che costituivano il Senato con la promulgazione della legge elettorale successiva, la cosiddetta Legge Calderoli. Questa prevedeva un sistema proporzionale con premio di maggioranza, che al Senato veniva attribuito a livello regionale.

## Territorio
Il collegio di Rozzano era uno dei 35 collegi uninominali in cui era suddivisa la Lombardia e, come previsto dal D.Lgs. del 20 dicembre 1993 n. 535, era compreso interamente nella provincia di Milano e comprendeva i seguenti comuni: Assago, Basiglio, Binasco, Bubbiano, Buccinasco, Calvignasco, Casarile, Cesano Boscone, Cisliano, Corsico, Cusago, Gaggiano, Lacchiarella, Locate di Triulzi, Noviglio, Opera, Pieve Emanuele, Rozzano, San Giuliano Milanese, Trezzano sul Naviglio, Vernate e Zibido San Giacomo.

## Eletti
| Elezione | Elezione | Senatore                  | Partito                 |
| -------- | -------- | ------------------------- | ----------------------- |
|          | 1994     | Gian Luigi Lombardi Cerri | Polo delle Libertà (LN) |
|          | 1996     | Carlo Smuraglia           | L'Ulivo (PDS)           |
|          | 2001     | Antonino Caruso           | Casa delle Libertà (AN) |

## Dati elettorali

### XII legislatura
|                               | Gian Luigi Lombardi Cerri ✔️ Eletto | Polo delle Libertà           | 69 616  | 41,78 |  |  |  |  |  |
|                               | Carlo Smuraglia ✔️ Eletto           | Progressisti                 | 52 721  | 31,64 |  |  |  |  |  |
|                               | Romano Maria La Russa               | Alleanza Nazionale           | 13 933  | 8,36  |  |  |  |  |  |
|                               | Amedeo Efisio Carcassi              | Patto per l'Italia           | 13 468  | 8,08  |  |  |  |  |  |
|                               | Franco Bova                         | Lista Pannella-Riformatori   | 8 249   | 4,95  |  |  |  |  |  |
|                               | Antonio Di Fede                     | Lega Alpina Lumbarda         | 3 896   | 2,34  |  |  |  |  |  |
|                               | Alessandro Bolis                    | Partito Pensionati           | 2 741   | 1,64  |  |  |  |  |  |
|                               | Bertilla Gambasin                   | Lega di Angela Bossi         | 1 181   | 0,71  |  |  |  |  |  |
|                               | Sergio Patria                       | Partito della Legge Naturale | 832     | 0,50  |  |  |  |  |  |
| Totale                        | Totale                              | Totale                       | 166 637 | 100   |  |  |  |  |  |
|                               |                                     |                              |         |       |  |  |  |  |  |
| Voti non validi               | Voti non validi                     | Voti non validi              | 6 920   | 3,99  |  |  |  |  |  |
| Votanti                       | Votanti                             | Votanti                      | 173 557 | 92,79 |  |  |  |  |  |
| Elettori                      | Elettori                            | Elettori                     | 187 051 |       |  |  |  |  |  |
|                               |                                     |                              |         |       |  |  |  |  |  |
| Data: 27-28 marzo 1994        |                                     |                              |         |       |  |  |  |  |  |
| Fonte: Ministero dell'interno |                                     |                              |         |       |  |  |  |  |  |

### XIII legislatura
|                               | Carlo Smuraglia ✔️ Eletto | L'Ulivo                                  | 67 359  | 40,76 |  |  |  |  |  |
|                               | Antonino Caruso ✔️ Eletto | Polo per le Libertà                      | 66 236  | 40,08 |  |  |  |  |  |
|                               | Gian Luigi Lombardi Cerri | Lega Nord                                | 21 057  | 12,74 |  |  |  |  |  |
|                               | Giorgio Inzani            | Lista Pannella-Sgarbi                    | 4 173   | 2,53  |  |  |  |  |  |
|                               | Mariateresa Scesa Baldi   | Movimento Sociale Fiamma Tricolore       | 2 459   | 1,49  |  |  |  |  |  |
|                               | Cosimo Stefanizzi         | Federazione Liste Civiche                | 1 415   | 0,86  |  |  |  |  |  |
|                               | Osvaldo Umbrello          | Socialista                               | 1 284   | 0,78  |  |  |  |  |  |
|                               | Ivana Pappagallo          | Lega per l'Autonomia - Alleanza Lombarda | 1 265   | 0,77  |  |  |  |  |  |
| Totale                        | Totale                    | Totale                                   | 165 248 | 100   |  |  |  |  |  |
|                               |                           |                                          |         |       |  |  |  |  |  |
| Voti non validi               | Voti non validi           | Voti non validi                          | 7 660   | 4,43  |  |  |  |  |  |
| Votanti                       | Votanti                   | Votanti                                  | 172 908 | 89,87 |  |  |  |  |  |
| Elettori                      | Elettori                  | Elettori                                 | 192 404 |       |  |  |  |  |  |
|                               |                           |                                          |         |       |  |  |  |  |  |
| Data: 21 aprile 1996          |                           |                                          |         |       |  |  |  |  |  |
| Fonte: Ministero dell'interno |                           |                                          |         |       |  |  |  |  |  |

### XIV legislatura
|                               | Antonino Caruso ✔️ Eletto          | Casa delle Libertà                       | 78 854  | 46,18 |  |  |  |  |  |
|                               | Ornella Piloni ✔️ Eletta           | L'Ulivo                                  | 61 456  | 35,99 |  |  |  |  |  |
|                               | Fausto Cò                          | Partito della Rifondazione Comunista     | 10 606  | 6,21  |  |  |  |  |  |
|                               | Antonio Colosimo                   | Lista Di Pietro                          | 5 036   | 2,95  |  |  |  |  |  |
|                               | Augusto Magnone                    | Lista Pannella-Bonino                    | 4 565   | 2,67  |  |  |  |  |  |
|                               | Giuseppina Melfa                   | Lega per l'Autonomia - Alleanza Lombarda | 3 676   | 2,15  |  |  |  |  |  |
|                               | Giancarlo Giuseppe Antonio Cavalli | Fiamma Tricolore                         | 1 767   | 1,03  |  |  |  |  |  |
|                               | Fermo Crippa                       | Partito Pensionati                       | 1 453   | 0,85  |  |  |  |  |  |
|                               | Franco Graticola                   | Va' Pensiero Padania                     | 1 037   | 0,61  |  |  |  |  |  |
|                               | Giovanni Izzo                      | Democrazia Europea                       | 1 004   | 0,59  |  |  |  |  |  |
|                               | Maurizio Ambrogio Bernasconi       | Forza Nuova                              | 793     | 0,46  |  |  |  |  |  |
|                               | Giuseppe Ghezzi                    | Liberal-Popolare                         | 288     | 0,17  |  |  |  |  |  |
|                               | Carmela Caliandro                  | I Liberaldemocratici - Basta!            | 203     | 0,12  |  |  |  |  |  |
| Totale                        | Totale                             | Totale                                   | 170 738 | 100   |  |  |  |  |  |
|                               |                                    |                                          |         |       |  |  |  |  |  |
| Voti non validi               | Voti non validi                    | Voti non validi                          | 6 376   | 3,60  |  |  |  |  |  |
| Votanti                       | Votanti                            | Votanti                                  | 177 114 | 87,47 |  |  |  |  |  |
| Elettori                      | Elettori                           | Elettori                                 | 202 487 |       |  |  |  |  |  |
|                               |                                    |                                          |         |       |  |  |  |  |  |
| Data: 13 maggio 2001          |                                    |                                          |         |       |  |  |  |  |  |
| Fonte: Ministero dell'interno |                                    |                                          |         |       |  |  |  |  |  |